# Министерство по делам колоний

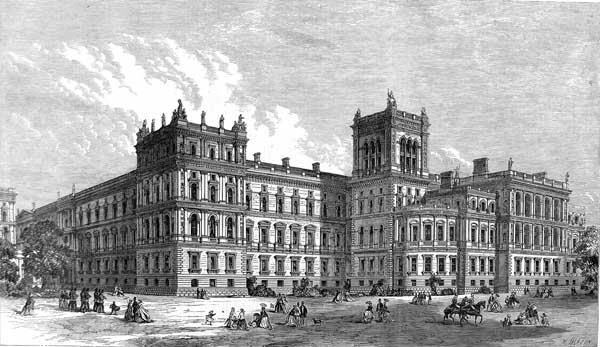
Здание Форин-офиса в 1866 году. Впоследствии в нём разместились четыре министерства: Хоум-офис, Форин-офис, Министерство колоний и Министерство по делам Индии

Министерство колоний (англ. Colonial Office) — правительственный департамент Великобритании, изначально созданный для ведения дел Британской Северной Америки, однако в итоге взявший на себя управление всё возрастающим числом колоний Британской Империи. Возглавлял министерство министр колоний.

## Первое создание (1768—1782)
До 1768 года за дела, связанные с колониями, отвечали Государственный секретарь Южного департамента, а также комитет Тайного совета, известный как «Комитет по торговле и плантациям».
В 1768 году был образован отдельный департамент (министерство), известный как Американский, или Колониальный департамент. Он занимался делами, связанными с Британской Северной Америкой. После потери американских колоний департамент в 1782 году был расформирован. Управление оставшимися колониями было передано Хоум-офису, а с 1801 года — Военному министерству.

## Второе создание (1854—1966)
В 1801 году Военное министерство было переименовано в Министерство по военным и колониальным делам, а возглавлять его стал министр по военным и колониальным делам, что отражало возросшую важность колоний для Великобритании. В 1825 году внутри министерства была создана отдельная должность Постоянного заместителя министра колоний.
В 1854 году министерство было разделено на два, и таким образом вновь возникло Министерство колоний, возглавляемое министром колоний. Оно отвечало отнюдь не за все заморские владения Великобритании: британскими владениями в Индии занималось министерство по делам Индии, а некоторыми неформальными протекторатами и другими областями (например, Египтом) — министерство иностранных дел. В 1907 году внутри министерства был создан Отдел по делам доминионов, а в 1925 году был назначен отдельный министр по делам доминионов. После провозглашения независимости Индии в 1947 году министерство по делам Индии было слито с министерством по делам доминионов в министерство по отношениям с Содружеством. В 1966 году министерство по отношениям с Содружеством воссоединилось с министерством по делам колоний, в результате чего образовалось министерство по делам Содружества. Два года спустя оно, в свою очередь, слилось с министерством иностранных дел, в результате чего образовался современный Форин-офис.